# Jakubovice
Jakubovice är en ort i Tjeckien.   Den ligger i regionen Olomouc, i den östra delen av landet, 170 km öster om huvudstaden Prag. Jakubovice ligger 494 meter över havet och antalet invånare är 184.
Terrängen runt Jakubovice är kuperad. Runt Jakubovice är det ganska tätbefolkat, med 104 invånare per kvadratkilometer. Närmaste större samhälle är Šumperk, 10,6 km öster om Jakubovice. Omgivningarna runt Jakubovice är en mosaik av jordbruksmark och naturlig växtlighet.